# گژگوش خرومینسکی
گژگوش خرومینسکی (لهستانی: Grzegorz Heromiński؛ زادهٔ ۱۸ ژوئن ۱۹۴۸) بازیگر اهل لهستان است.
از فیلم‌ها یا مجموعه‌های تلویزیونی که وی در آن‌ها نقش داشته‌است، می‌توان به یاوه‌نویس،‌ خاکسپاری یک سیب‌زمینی، وابانک، نیویورک شاد، مصائب بالتازار کوبر، کینگ‌سایز و شاپرک اشاره نمود.